# Lysiteles digitatus
Lysiteles digitatus là một loài nhện trong họ Thomisidae.
Loài này thuộc chi Lysiteles. Lysiteles digitatus được miêu tả năm 2006 bởi Zhang, Zhu & Tso.